# حارة علي بن ابي طالب (ذمار)
حارة علي بن أبي طالب هي إحدى حارات مدينة ذمار التابعة لمحافظة ذمار، بلغ تعداد سكانها 1,713 نسمة حسب تعداد اليمن لعام 2004.